# Wilhelm Exner
Wilhelm Franz Exner (nascut el 9 d'abril de 1840 a Gänserndorf, Baixa Àustria ; mort el 25 de maig de 1931 a Viena) va ser antic president de l' Associació Empresarial Austríaca i iniciador de la Medalla Wilhelm Exner .

## Vida i educació
Exner va ser el graduat més jove de l' Institut Politècnic del Departament de Geometria Realitzant, Construcció i Ciència de Màquines als 22 anys. El 1862, Exner va assistir a l'Exposició Mundial de Londres, on va començar a iniciar una xarxa de política i negocis. El 1875, Wilhelm Exner va ser nomenat professor d'enginyeria i entre 1881 i 1900 rector de l'actual Universitat de Recursos Naturals i Ciències de la Vida, Viena.

## Carrera
Exner va establir el tipus modern d' escoles professionals a Àustria, és un dels creadors de la Cambra del Treball i va ser cofundador del Museu Tècnic de Viena. La llei d'exàmens i proves de materials també es remunta a ell.
A causa de la seva afiliació a l' Associació Empresarial Austríaca, la Medalla Wilhelm Exner es va establir el 1921 i es va concedir a científics i investigadors destacats.

## Premis
- 1921: Medalla Wilhelm Exner

## Altres
El Wilhelm Exner Hall porta el seu nom i originalment va ser una fàbrica comprada pel Departament de Comerç el 1899. Des de 1960, l'edifici és utilitzat per la Universitat de Recursos Naturals i Ciències de la Vida de Viena. La Wilhelm Exner Gasse és una carretera a Alsergrund i ha rebut el seu nom en honor al 90è aniversari d'Exner el 1930. Des del 2015, la Wilhelm Exner Medal Foundation homenatja els premiats amb les conferències Exner. Entre els guardonats hi ha 20 premis Nobel i enginyers com Ferdinand Porsche i Wernher von Braun.

## Publicacions
- Exner, Wilhelm Johann Beckmann : Segrunder Der Technologischen Wissenschaft (1878) Bookdepository.com, publicat: 10 de setembre de 2010; Editorial: Kessinger Publishing ,ISBN 9781166149741
- Exner, Guillem; Studien über Die Verwaltung Des Eisenbahnwesens Mitteleuropaischer Staaten Waterstones.com, publicat: 22. maig 2015; Editorial: Salzwasser-Verlag Gmbh ,ISBN 9783846081419
- Exner, Guillem; Das KK Polytechnische Institut de Wien, Seine Gründung Bookdepository.com, publicat: 22. febrer 2017; Editorial: Hansebooks ,ISBN 9783744616287
- Exner, Guillem; Die Hausindustrie Oesterreichs: Ein Commentar zur Hausindustriellen Abtheilung auf der Allgemeinen Land-und Forstwirthschaftl. Ausstellung Amazon.co.uk, publicat: 18 de març de 2018; Editorial: Forgotten Books ,ISBN 978-0364420690
- Exner, Guillem; Der Antheil Oesterreichs and Den Technischen Fortschritten Der Letzten Hundert Jahre : Zwei Donnerstag-Vorlesungen Gehalten Im Winter-Semester 1873-74 Bookdepository.com, publicat: 1 d'agost de 2018; Editor Wentworth Press ,ISBN 9780274343188